# Brzezinki (Opatów)
Pour les articles homonymes, voir Brzezinki.
Brzezinki (prononciation : [bʐɛˈʑinki]) est une localité polonaise de la gmina d'Opatów, située dans le powiat de Kłobuck en voïvodie de Silésie.